# وگ (ترانه مدونا)
«وُگ» (به انگلیسی: Vogue) تک‌آهنگی از هنرمند اهل ایالات متحده آمریکا مدونا است که در سال ۱۹۹۰ میلادی منتشر شد و در صدر جدول ۱۰۰ آهنگ داغ بیلبورد و جدول تک‌آهنگ‌های بریتانیا و چندین گشور دیگر قرار گرفته و به یکی از ترانه های نمادین پاپ مبدل گشت.
مدونا در موزیک‌ویدیو این ترانه که به کارگردانی دیوید فینچر است، با اجرای رقص وگ این سبک را به شهرت جهانی رساند.